# 司令拉蒙娜
司令拉蒙娜（西班牙語：Comandanta Ramona，1959年—2006年1月6日）是墨西哥萨帕塔民族解放军的一名军官。1994年萨帕塔起义期间，她率领萨帕塔军进入圣克里斯托瓦尔德拉斯卡萨斯，她也是第一位在墨西哥城公开露面的萨帕塔主义者。

## 传记
拉蒙娜1959年出生于墨西哥恰帕斯州高地的一个索西族社区。在加入萨帕塔民族解放军之前，拉蒙娜曾靠卖手工制品维持生计。
到了1990年代，拉蒙娜成为了一名萨帕塔妇女权利活动家，她通过与萨帕塔社区的妇女协商，起草了《妇女革命法》。这要求人们拥有决策权、自由选择配偶、终止家庭暴力和获得医疗保健。
1994 年1月1日，在萨帕塔起义期间，拉蒙娜带兵控制了恰帕斯州前首府圣克里斯托瓦尔德拉斯卡萨斯市。她是萨帕塔运动的七名女性指挥官之一，约有三分之一的萨帕塔军人是女性。起义结束后，她与副司令马科斯一起留在拉坎顿丛林，对墨西哥政府施加政治压力。
1994年2月，拉蒙娜被派往圣克里斯托瓦尔大教堂与政府进行和平谈判。
1996年，她不顾政府的禁令，前往墨西哥城参与成立全国原住民大会。为防止她被政府军逮捕，萨帕塔主义者们包围了她。她还在中心广场向10万人发表讲话，强调原住民地区缺乏医院，原住民们必须跋涉12个小时才能得到正规治疗。

## 去世
1996年，拉蒙娜因肾衰竭病情严重接受她哥哥的肾移植。她于2006年1月6日因肾衰竭去世。

## 影响
拉蒙娜因戴面具和穿着传统土著服装而闻名。她家乡的小贩们制作了拉蒙娜的玩偶复制品来纪念她，玩偶们穿着传统服装，戴着面具，拿着枪。
拉蒙娜出演了1996年的电影《第六个太阳：恰帕斯州的玛雅起义》。
拉蒙娜曾为争取医疗救治机会而开展活动：拉加鲁查的一家萨帕塔卫生诊所现在以她的名字命名为“拉蒙娜指挥官诊所”。